# Syrphus magnus
Syrphus magnus är en tvåvingeart som beskrevs av He och Li 1992. Syrphus magnus ingår i släktet solblomflugor, och familjen blomflugor. Inga underarter finns listade i Catalogue of Life.